# Tröllafjall (berg i Island, Austurland)
Tröllafjall är ett berg i republiken Island. Det ligger i regionen Austurland, 400 km öster om huvudstaden Reykjavík. Toppen på Tröllafjall är 1 127 meter över havet, eller 461 meter över den omgivande terrängen. Bredden vid basen är 4,4 km.
Trakten runt Tröllafjall är nära nog obefolkad, med mindre än två invånare per kvadratkilometer. Närmaste större samhälle är Reyðarfjörður, omkring 10 kilometer nordost om Tröllafjall. Trakten runt Tröllafjall består i huvudsak av gräsmarker.